# Вольпе, Абрам Миронович
Абрам Миронович Вольпе (10 февраля 1894, Вильно — 14 июля 1937, Москва) — советский военный деятель, начальник Административно-мобилизационного управления РККА, военный учёный, комдив (1935).

## Биография
Родился 10 февраля (по старому стилю) 1894 года в Вильне, в семье Меера-Шефтеля Азриеловича Вольпе и его жены Дины Лейбовны. В 1912 переехал в Германию, где 2 года обучался в Лейпцигском институте психологии.
С началом Первой мировой войны был призван в действующую армию. Служил в 198-м пехотном полку, затем — в 48-м пехотном полку. С 1916 — командир взвода, унтер-офицер. За проявленную храбрость в боях был награждён двумя Георгиевскими крестами. С начала 1917 учился в Одесской школе прапорщиков. В 1917 избирался в заместителем председателя Николаевского Совета, а в 1918 — председателем Херсонского губернского исполкома. Последний чин в старой армии — прапорщик.

### Гражданская война
В Красной Армии с июня 1918 г. С августа 1918 — военком Новоузенской пехотной дивизии. С сентября того же года — управляющий делами Реввоенсовета 4-й армии. В ноябре 1918 зачислен слушателем Академии Генерального штаба РККА. С 1919 по 1920 начальник штаба 2-й бригады 26-й стрелковой дивизии. С апреля 1920 — командир 263-го стрелкового полка. В октябре 1920 — назначен начальником 35-й стрелковой дивизии.

### Советский период
Окончив в 1922 г. Военную академию РККА, стажировался в войсках должности командира роты. С апреля 1924 — ответственный секретарь Совета по подготовке РККА. В этом же году назначен начальником мобилизационно-планового отдела Управления начальника снабжений РККА. С 1926 — начальник управления устройства и службы войск Главного управления РККА. В 1928 назначен на преподавательскую работу в Военную академию РККА. С 1931 — командир 48-й стрелковой дивизии, занимал эту должность до 1933. С 1933 по 1935 — начальник штаба Московского военного округа. С марта 1935 и до ареста — начальник Административно-мобилизационного управления РККА, занимал должность секретаря военной секции Комакадемии.

## Арест и гибель
Арестован 2 июня 1937 г. 14 июля 1937 г. Военной коллегией Верховного суда СССР был приговорен к расстрелу по обвинению в участии в военном заговоре. Приговор приведен в исполнение в тот же день. Реабилитирован Военной коллегией Верховного суда СССР 2 июня 1956 года.

## Научные труды
- Вольпе А. М. Фронтальный удар: эволюция форм оперативного маневра в позиционный период мировой войны. — М.: Гос. воен. изд-во, 1931. — 389 с.: схемы.